# Litoria longicrus
Litoria longicrus (tên tiếng Anh: Wendessi Treefrog) là một loài ếch thuộc họ Pelodryadidae.
Loài này có ở Tây Papua ở Indonesia và Papua New Guinea.
Môi trường sống tự nhiên của chúng là rừng ẩm vùng đất thấp nhiệt đới hoặc cận nhiệt đới và sông ngòi.